# Торван
Торва́н (англ. Torfaen) — область в складі Уельсу. Розташована на південному сході країни. Адміністративний центр — Понтіпул.

## Найбільші міста
Міста з населенням понад 5 тисяч осіб:
| № | Місто    | Населення, осіб (2001) |
| - | -------- | ---------------------- |
| 1 | Кумбран  | 47 254                 |
| 2 | Понтіпул | 35 447                 |
| 3 | Бланавон | 5 626                  |